# Alysia pusilla
Alysia pusilla är en stekelart som beskrevs av Zetterstedt 1838. Alysia pusilla ingår i släktet Alysia, och familjen bracksteklar. Arten är reproducerande i Sverige.